# Rocca dei Conti Oliva
La Rocca dei Conti Oliva  est une ancienne forteresse située dans la commune de Piandimeleto, province de Pesaro et d'Urbino dans les Marches,.
La forteresse est située à l'extrémité est du centre historique de la ville, sur une petite colline du plateau du fond de la vallée, sur la rive droite du fleuve Foglia.

## Historique

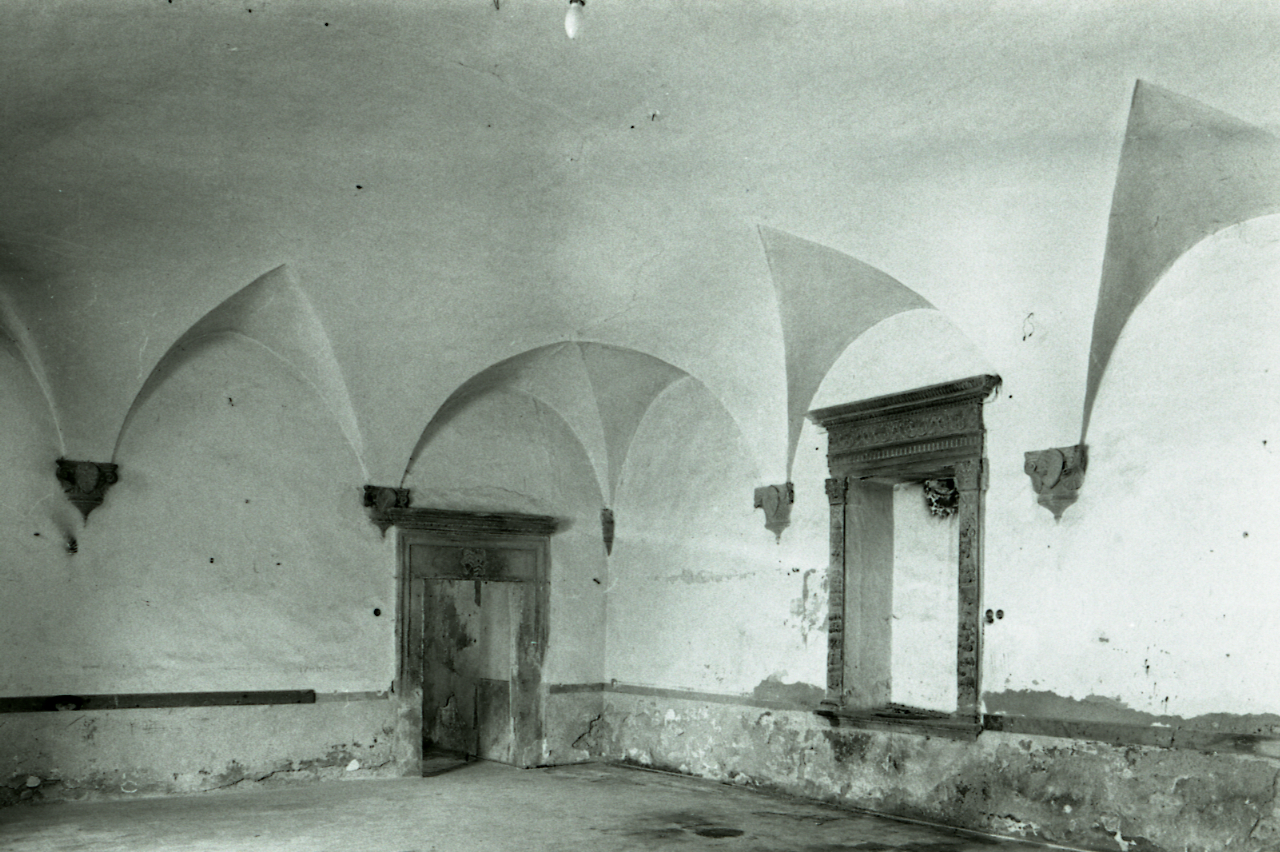

Une forteresse devait se trouver sur le site actuel depuis le Moyen Âge, probablement située directement près du fleuve,. La partie sud du palais actuel devrait remonter à cette période. Le bâtiment original devait avoir des caractéristiques essentiellement militaires, surtout pour garantir la défense de la ville. Vers le XVe siècle, elle devint la résidence de la famille noble des comtes Oliva, seigneurs de Piagnano, d'abord alliés des Malatesta puis des Montefeltro. La fréquentation de la cour d'Urbino se retrouve précisément dans l'architecture et les décorations adoptées dans ce palais fortifié, développé sur la forteresse préexistante au cours de la seconde moitié du siècle. La rénovation pourrait avoir commencé immédiatement après le sac de la ville effectué par les troupes de Francesco Sforza, vers le milieu des années 1440. Les travaux ont été réalisés avec Gianfrancesco et Carlo Oliva ; ce dernier fit également construire le couvent voisin de Frontino, dans l'église duquel il souhaitait créer une précieuse chapelle (ornée d'un retable de Giovanni Santi), où placer les tombeaux de ses parents (Gianfrancesco et Marsibilia Trinci). La décoration Renaissance de l'intérieur a été en grande partie réalisée par Francesco di Simone Ferrucci. D'autres interventions ont été mises en œuvre dans la première moitié du XVIe siècle.

## Abandon
Après la dévolution du duché d'Urbino au Saint-Siège (1631), le palais fut le siège du gouvernorat, bien que peu utilisé et progressivement abandonné, surtout après une crue de la rivière en contrebas (années 1770), qui menaça sérieusement les fondations de le bâtiment. Quelques années plus tard, des effondrements partiels du toit et d'un mur se produisirent, ce qui conduisit à la reconstruction du seul toit, sous la direction du maître Nicolò da Lugano, actif à l'époque dans le chantier de construction du voisin Palazzo dei Principi à Carpegna. La détérioration du palais fut encore aggravée par le tremblement de terre de 1781 ; à tel point que l'énorme dépense de rénovation a incité beaucoup à envisager l'idée de le démolir complètement. De nouveau endommagé pendant l'occupation française à la fin du XVIIIe siècle, lorsqu'à cette occasion toutes les armoiries d'Oliva à l'intérieur du bâtiment furent abrasées, en plus de la destruction complète des archives.

## La restauration
Le début du XIXe siècle a apporté une nouvelle attention au palais, qui s'est concrétisée avec les premières interventions de consolidation ; mais une intervention de restauration plus importante n'a été réalisée qu'entre les années vingt et trente du XXe siècle, sous la direction de Luigi Serra, qui a reculé le toit pour rouvrir les créneaux et a peut-être aussi fait construire l'étage supérieur de la loggia dans l'intérieur de la cour. 
Le bâtiment a abrité les bureaux municipaux jusqu'au début des années 1980, date à laquelle, à la suite du transfert de la mairie dans un nouvel emplacement, le bâtiment a abrité les musées des Sciences de la Terre et du Travail Paysan. Vers les années 90, d'autres interventions de restauration ont été réalisées par la Surintendance et par la Commune (avec un financement régional) au début du XXIe siècle.

## Description

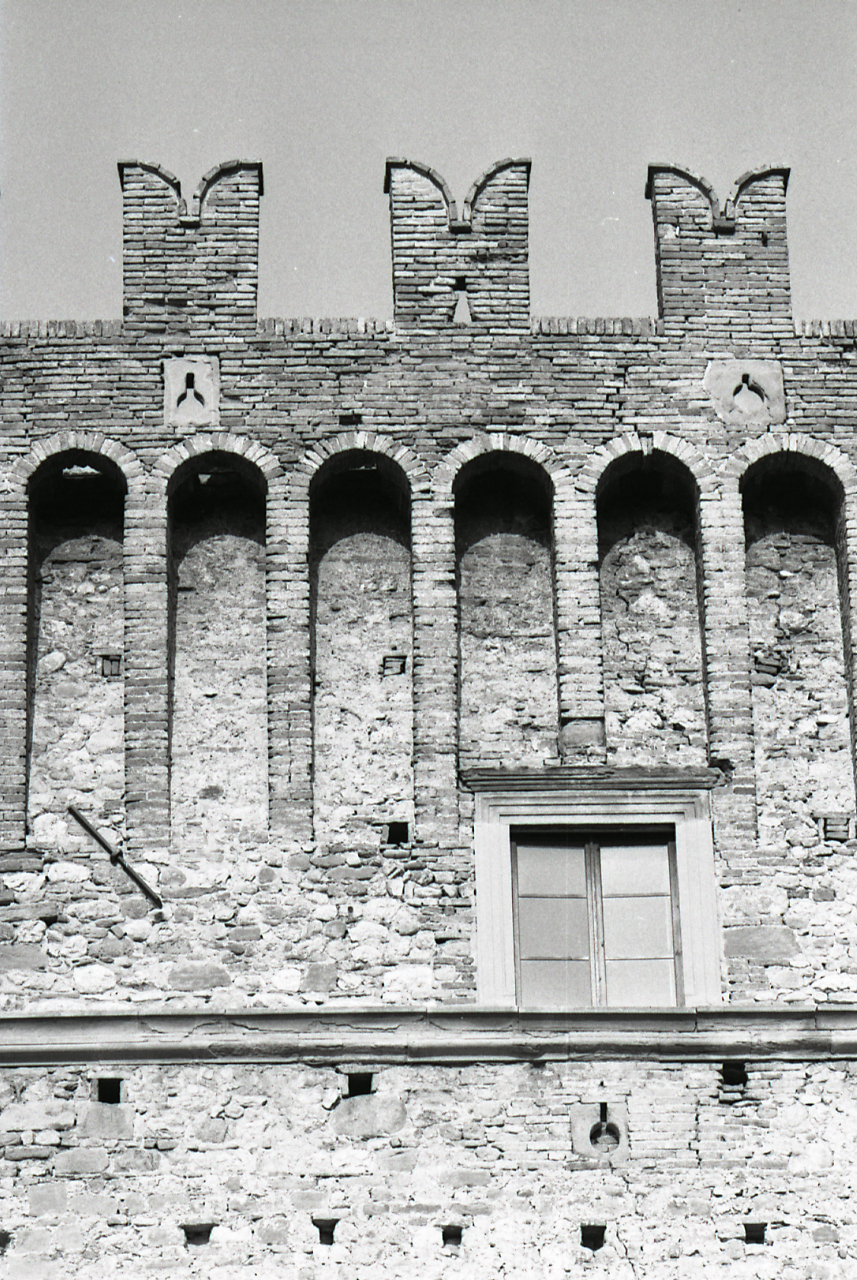
Créneaux gibelins.

Le complexe se développe en trois blocs, l'un crénelé vers l'ouest, le plus haut, sur un plan rectangulaire ; un autre arrière (côté est), plus bas et plus petit ; enfin celui du sud, peut-être le plus ancien, relié au bloc ouest par un passage surélevé et couvert. Les façades sont en grande partie en pierres apparentes du pays. La forteresse est située à l'extrémité est du centre-ville, sur une petite colline, à l'origine baignée par la rivière Foglia, du côté est ; cependant, à l'époque actuelle, l'artère routière principale de la vallée frôle ce côté, ainsi que le nord et le sud. Il s'étend sur un plateau surélevé et trois étages. La façade principale est orientée à l'ouest vers la ville et présente en tant que telle une perspective plus élégante, couronnée par un crénelage gibelin avec des encorbellements et des mâchicoulis en briques apparentes. Les créneaux se poursuivent également sur les côtés nord et sud de ce bloc, mais ils ne sont pas présents du côté est. La partie sud de la façade principale (vraisemblablement le noyau le plus ancien), de plus petit volume et de plan plus irrégulier, est reliée au bloc ouest par un passage surélevé et couvert. Ce passage est relié à la façade crénelée, par le double ordre de fenêtres (six par étage) encadrées et reposant sur des encadrements de rebord en pierre. Les fenêtres du premier étage sont couronnées d'arc en plein cintre avec des bossages en pierre de taille, tandis que celles du deuxième étage sont en architrave avec des encadrements à moulures linéaires. 

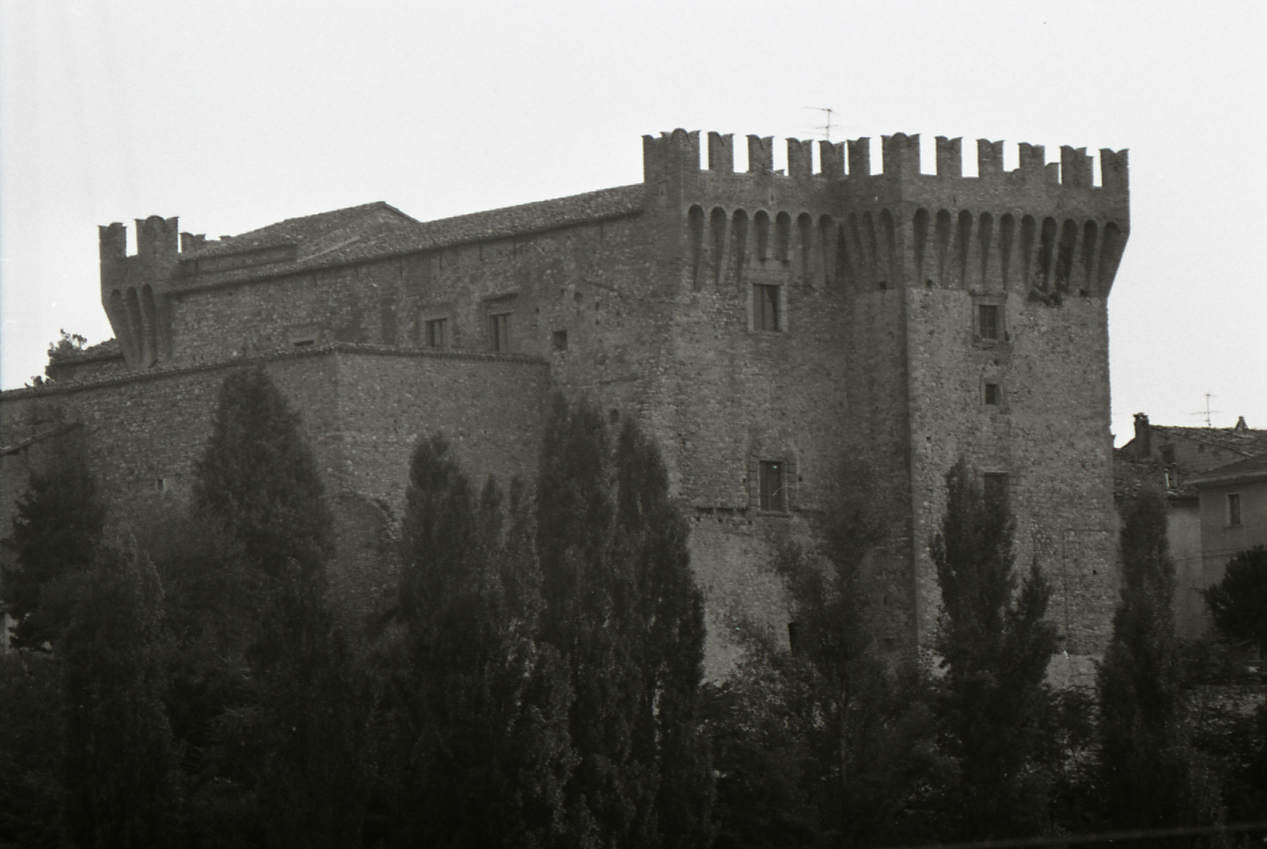

L'entrée principale est située sous le passage surélevé du côté gauche, entre le bloc avant à l'ouest et le bloc arrière à l'est. L'atrium donne accès au grand escalier de droite, tandis qu'à l'avant il mène à la cour ; cette dernière a une forme rectangulaire, ornée d'un triple ordre de loggias (les deux premières à arcs plein cintre, la troisième à loggia architravée) sur les côtés est et nord, avec des murs en briques apparentes. Les pièces du rez-de-chaussée et du premier étage ont des voûtes de glace sur arceaux suspendus, reposant sur des encorbellements de pierre ; ainsi que la présence d'encadrements en pierre autour des portes, cheminées et lavabos, de style Renaissance. La pièce du premier étage, à l'intérieur de la tour, possède un précieux plafond à caissons en bois polychrome. Les pièces du deuxième étage sont pour la plupart constituées de fermes en bois.